# 米德韋 (阿肯色州霍華德縣鬼鎮)
米德韋（英語：Midway）是位於美國阿肯色州霍華德縣的一個鬼鎮。

## 地理
米德韋所處的海拔為高於海平面304米（即997英呎），而該地所採用的時區為UTC-6，即北美中部時區（CST）。同時該地設有夏令時間，為UTC-6調快一小時，即UTC-5（CDT）。